# Radioskaf
Radioskaf (Радиоскаф, též známý jako SuitSat nebo Radio Sputnik) byl neobvyklý ruský satelit, totiž skafandr typu Orlan po záručné lhůtě s rádiovým vysílačem umístěným v přilbě. Radioskaf-1 byl vypuštěn na dočasnou oběžnou dráhu okolo Země 3. února 2006. Myšlenka na takovýto neobvyklý satelit byla poprvé formálně představena na sympóziu AMSAT v říjnu 2004, ale za její autora je označován ruský tým ARISS, který chtěl takto oslavit 175 výročí založení Moskevského státního technického institutu.

## Radioskaf-1

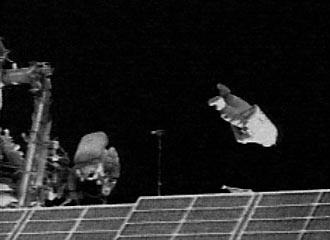
Odhození Radioskafu-1 (zleva doprava: kosmonaut, radioskaf)

Vypuštění bylo původně plánováno na 6. prosince 2005, ale Radioskaf-1 vstoupil na svou vlastní oběžnou dráhu 3. února 2006 ve 23:02 UTC, když ho vzal na kosmickou procházku z Mezinárodní vesmírné stanice Valerij Tokarev a Bill McArthur. Hlasové zprávy nahrané vývojovým týmem a studenty z celého světa byly ze skafandru spolu s telemetrickými daty opakovaně vysílány v mnoha jazycích. Signál se začal ozývat asi 15 minut po odhození a byl přenášen zařízením na palubě ISS. Kdokoliv, kdo zachytil signál mohl zapsat na suitsat.org detaily o čase, místě a obsahu zprávy. Jako dlouho bude signál vysílán se přesně nevědělo, ale osudem Radioskafu-1 bylo shořet v atmosféře.
Skafandr dostal katalogové číslo 28933 a mezinárodní označení (COSPAR) 2005-035C, což je trochu nelogické, protože je odvozené od označení Progressu M-54 (2005-035A), s kterým ale nemá tento skafandr žádnou spojitost. Byl totiž dopraven na palubu ISS 17. září 2001 na palubě modulu Pirs. Progress M-54 (2005-035A) však vynesl radioamatérskou vysílačku, která byla do skafandru vložena.
Nakonec mise Radioskaf-1 nebyla úplným úspěchem. NASA TV druhý den po vypuštění oznámila, že Radioskaf přestal vysílat kvůli selhání baterii, jen po dvou obězích. Pozdější zprávy hovořily, že Radioskaf-1 pokračoval ve vysílání, ale velmi slabšího signálu, než se původně očekávalo, takže bylo zaznamenáno vysílání, ale jen málo zpráv o srozumitelnosti potvrzeném příjmu.
Familiárně byl pojmenován „Ivan Ivanovič“ nebo „Mr. Smith“. Rádiový signál vysílal na frekvenci 145,990 MHz.
Naposledy byl signál zaznamenán 21. února 2006 v 08:11:38 UTC.